# Giovanni Battista Grazioli
Giovanni Battista Grazioli (* 6. Juli 1746 in Bogliaco bei Gargnano am Gardasee; † 6. Februar 1820 in Venedig) war ein italienischer Organist und Komponist der Klassik.

## Leben
Giovanni Battista Ignazio Grazioli hielt sich seit seiner frühen Jugend in Venedig auf und erhielt seine musikalische Ausbildung bei Ferdinando Bertoni, dem ersten Organisten an Markusdom. Dieser empfahl ihn auch als Vertreter, als er selbst ins Ausland ging. So folgte Grazioli nach dem Tod Domenico Bettonis diesem am 28. Mai 1782 auf dem Posten des zweiten Organisten an San Marco. Schließlich erhielt er 1785 die Stelle des ersten Organisten, die er bis zu seinem Tod 1820 ausübte. Sein Sohn Alessandro Grazioli war ebenfalls Komponist und Organist am Markusdom.
Grazioli schuf hauptsächlich geistliche Vokalwerke. Bekannt wurde er jedoch durch seine Instrumentalsonaten, wie die Sonaten für Cembalo (solo) op. 1 und op. 2 sowie die Sonaten für Cembalo und obligate Violine. Sie zeichnen sich durch formale Klarheit und melodischen Einfallsreichtum aus. So folgen die Sonaten ausnahmslos dem dreisätzigen Formschema Allegro-Adagio-Allegro, sie zeigen zumeist den Einfluss seines Lehrers Bertoni oder Baldassare Galuppis.

## Werke
- 3 Sonaten für Orgel
- Op. 1: 6 Sonate per Cembalo (Venedig, um 1780)
- Op. 2: 6 Sonate per Cembalo (Venedig, um 1780)
- Op. 3: Sei Sonate da Cembalo con Violino obbligato (Venedig, um 1790)
- 8 Messen
- 36 Psalmvertonungen
- Zahlreiche Motetten, Marien-Antiphonen, Antiphonen, Hymnen und Litaneien